# Geoffrey Miller
Geoffrey F. Miller (Cincinnati, Ohio, 1965) es un psicólogo evolucionista estadounidense que actualmente trabaja como profesor asociado de psicología  en la Universidad Estatal de Nuevo México. Conocido por su experiencia en la selección sexual en la evolución del ser humano y la evolución de la inteligencia humana, y por sus teorías sobre cómo la evolución del cerebro humano se desarrollara por la selección sexual de ornamentación  como carácter sexual secundario. 

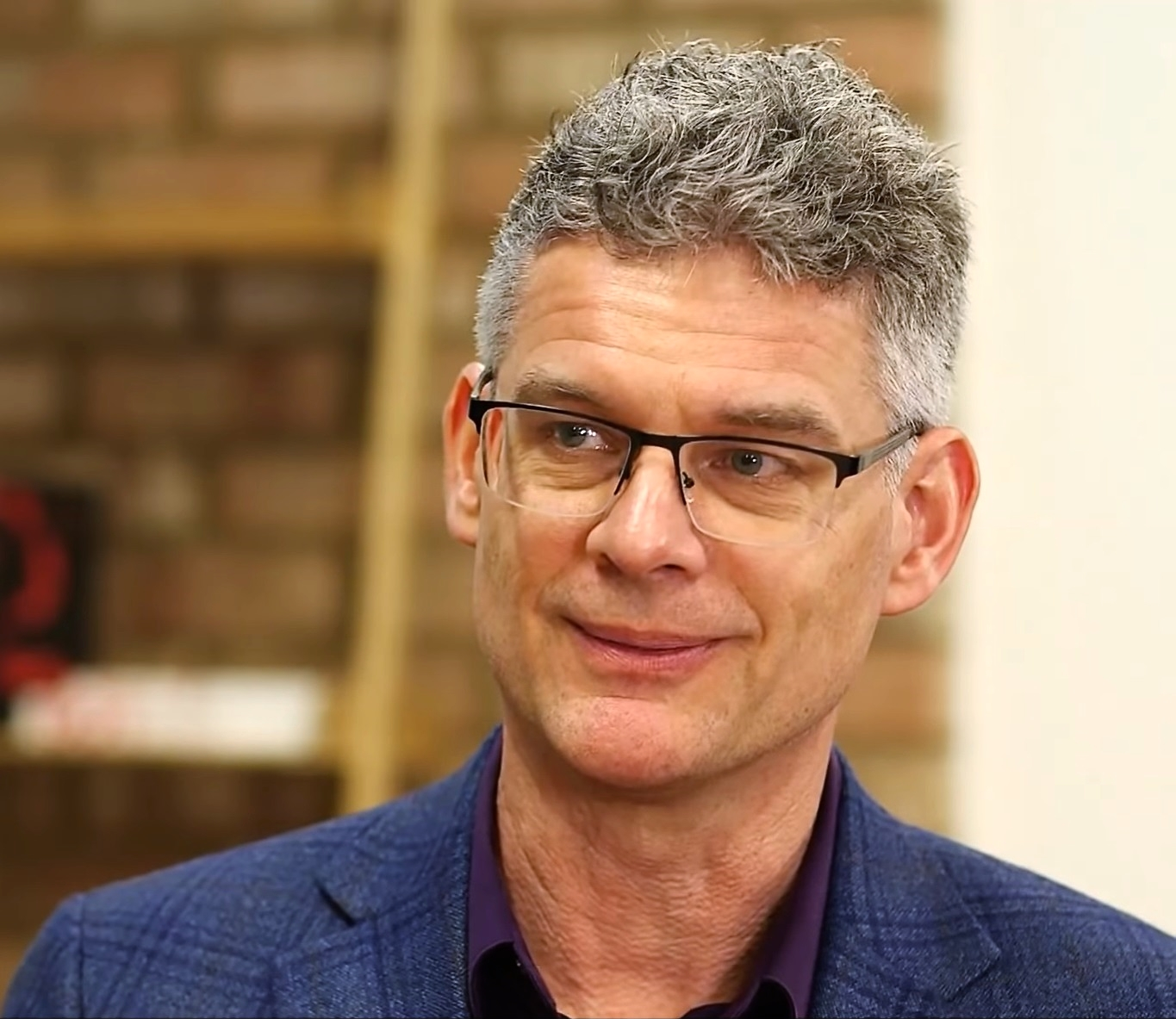
Geoffrey Miller

## Educación y trayectoria
En 1987, Miller se graduó de la Universidad de Columbia, donde ganó un BA en biología y psicología. Recibió su doctorado en psicología cognitiva de la Universidad de Stanford en 1993 bajo la supervisión de Roger Shepard.
Miller ocupó puestos como investigador de posgrado en el grupo de los sistemas adaptativos y lo evolutivo en la «School of Cognitive and Computing Sciences» en la Universidad de Sussex, entre 1992 y 1994; académico en el departamento de psicología en la Universidad de Nottingham (1995), las dos en Inglaterra; investigador científico en el «Center for Adaptive Behavior and Cognition» del Max Planck Institute for Psychological Research, Munich, Alemania (1995–96); y miembro de investigación superior en el «Centre for Economic Learning and Social Evolution» en el University College de Londres, Inglaterra, (1996–2000). De vuelta en los Estados Unidos, viene trabajando desde 2001 en la Universidad Estatal de Nuevo México, Albuquerque, donde se desempeña como profesor asociado. En 2009, fue «científico visitante» en el Grupo de epidemiología genética del Queensland Institute of Medical Research, Australia.

## Cognición humana
El arranque de la obra de Miller fue la observación teórica de Charles Darwin de que la evolución no se conduce solamente por la selección natural sino por el proceso que se llama selección sexual. En apoyo de sus puntos de vista sobre la selección sexual en la evolución del ser humano, escribió un libro, The Mating Mind: How Sexual Choice Shaped the Evolution of Human Nature, en el que afirma que las preferencias humanas de apareamiento, comportamiento de cortejo, la genética del comportamiento y los patrones del ciclo de la vida apoyan el valor para la supervivencia de los rasgos relacionados con la selección sexual, como el arte, la moralidad, el lenguaje y la creatividad. Sostiene que los rasgos del diseño adaptativo sugieren que estos evolucionaron por el apareamiento mutuo de los dos sexos para anunciar la inteligencia, creatividad, el carácter moral y la aptitud heredable. También cita el modelo de selección autorreforzante de Fisher, un modelo creado por Ronald Fisher para explicar fenómenos como la formación del plumaje del pavo real a través de un circuito de realimentación positiva mediante la selección sexual.
En un artículo titulado ¿De que debemos preocuparnos? (What should we be worried about? en inglés) habla de la eugenesia en China y cómo Deng Xiaoping instigó la política de hijo único, «parcialmente por parar el crecimiento poblacional de China, pero también para reducir la fertilidad disgénica». Sostuvo que si China tiene éxito, y dada la lotería (como dice él) de la genética de Mendel, quizás se incrementaría el CI de su población en 5-15 puntos por generación, y concluye que en un par de generaciones podría llegar «el fin de la competitividad global ostentada por Occidente», mientras espera que Occidente se una a China en este experimento eugenésico en vez de alegar «pánico bioético» para luego atacar dichas políticas.

## Consumismo
En su libro de 2009 Spent: Sex, Evolution and the Secrets of Consumerism Miller usó el darwinismo para lograr comprender cómo el consumismo y la mercadotecnia han explotado nuestros instintos heredados para exhibir nuestro estatus social con el fin de obtener una ventaja reproductiva. Miller sostiene que en la cultura moderna, dominada por la mercadotecnia, la «frialdad» (coolness) al nivel de la conciencia y las elecciones de consumo guiadas por este concepto de coolness, constituyen una aberración hacia el legado genético de dos millones de años de convivencia en grupos pequeños donde el estatus social ha representado una fuerza crítica en la reproducción. La tesis de Miller es que la mercadotecnia persuade a la gente, y especialmente a los jóvenes, de que la manera más efectiva para exhibir el estatus reside en las elecciones de consumo, en lugar de transmitir tales rasgos como la inteligencia y la personalidad a través de formas de expresión más naturales, como una simple conversación.
Miller sostiene que los mercadólogos tienen una tendencia todavía a usar modelos simplistas de la naturaleza humana, los cuales ignoran los avances en psicología evolucionista y ecología del comportamiento. Como resultado, los mercadólogos «todavía creen que los productos de calidad se adquieren para exhibir riqueza, estatus y buen gusto, y de este modo ignoran los rasgos mentales más profundos que la gente está programada para exhibir —como la bondad, la inteligencia y la creatividad». Esto, afirma, limita la efectividad de la mercadotecnia.

## Psicología anormal
Los intereses clínicos de Miller residen en la aplicación de la teoría de indicadores de la aptitud para entender los síntomas, demografía y comportamiento genético de la esquizofrenia, y los trastornos del estado de ánimo. Sus otros intereses abarcan los orígenes de las preferencias humanas, estética, funciones de utilidad, el comportamiento humano estratégico, teoría de juegos, los experimentos económicos, los efectos de la ovulación en las preferencias de apareamiento en hembras y el legado intelectual de Darwin, Friedrich Nietzsche, y Thorstein Veblen.
En 2007, Miller, Joshua Tyber y Brent Jordan publicaron un artículo en Evolution and Human Behavior, que concluyó que las bailarinas de regazo ganaron más dinero durante sus ovulaciones. Por este artículo Miller, Tyber y Jordan ganaron el Premio Ig Nobel de Economía en 2008.

## Twitter
El 2 de junio de 2013, Miller tuiteó: «Queridos aspirantes a doctorado obesos: si ustedes no tienen la fuerza de voluntad para dejar de comer carbohidratos tampoco van a tenerla para impartir una disertación #verdad». Después Miller borró los tweets y emitió dos disculpas. Una decía: «Mis disculpas más sinceras a todos por aquel tuiteo idiota, impulsivo y mal juzgado. No refleja mis puntos de vista, valores y normas verdaderos», aunque ya el comentario se había difundido a través de medios de noticias. Recibió también críticas por parte de Linda Bacon, una profesora de nutrición en la Universidad de California en Davis. Pascal Wallisch, investigador científico del Center for Neural Science en New York University, sostiene que, independientemente de si la declaración resulta ofensiva, es incorrecta basada en los hechos.
Miller dijo que el tuiteo fue parte de un proyecto de investigación. Los consejos de control institucional de la Universidad Estatal de Nuevo México, la universidad de Miller, y de la Universidad de Nueva York, donde trabajó como profesor visitante, emitieron comunicados en los que dijeron que el tuiteo de Miller fue «autopromocional» y no se podría considerar una investigación. La Universidad Estatal de Nuevo México censuró formalmente a Miller en agosto de 2013.